# Gare de Brias
La gare de Brias est une ancienne gare ferroviaire française, située sur le territoire de la commune de Brias, dans le département du Pas-de-Calais, en région Hauts-de-France.

## Situation ferroviaire
Établie à 161 mètres d'altitude, la gare de Brias se situe au point kilométrique (PK) 65,918 de la ligne de Fives à Abbeville, entre les gares ouvertes de Pernes - Camblain (s'intercale, dans cette direction, la gare fermée de Bours) et de Saint-Pol-sur-Ternoise (s'intercale, vers cette dernière, celle également fermée d'Ostreville).
Gare de bifurcation, elle était aussi l'aboutissement de la ligne de Bully - Grenay à Brias (inexploitée et partiellement déclassée), en étant située au PK 249,644, après la gare fermée de Diéval.

## Histoire
Pendant sa période d'activité[Quand ?], c'était une gare de bifurcation. Elle est désormais fermée, la ligne de Bully - Grenay à Brias ayant cessé toute activité de transport de voyageurs dans les années 1950, tandis que les TER Hauts-de-France circulant sur ce qu'il reste de la ligne de Fives à Abbeville n'y marquent pas d'arrêt.